# Gudenus-kastély
A gádi Gudenus-kastély műemlék épület Romániában, Temes megyében. A romániai műemlékek jegyzékében a  TM-II-m-B-20180 sorszámon szerepel.